# Rhopalista
Rhopalista là một chi bướm đêm thuộc họ Geometridae.